# John Eddie
John Eddie (nascido em 7 de julho de 1959, Richmond, Virginia) é um cantor americano de rock. John é melhor lembrado por sua canção "Jungle Boy", que alcançou a posição #52 na Billboard Hot 100 e #17 na Mainstream Rock Songs. Devido a seu estilo, já foi comparado ao cantor Bruce Springsteen.

## Discografia

### Álbuns de estúdio
| Título                      | Detalhes do álbum                                           | Posições |
| Título                      | Detalhes do álbum                                           | EUA      |
| --------------------------- | ----------------------------------------------------------- | -------- |
| John Eddie                  | - Lançamento: 1986 - Gravadora: Columbia - Formatos: LP, CD | 83       |
| The Hard Cold Truth         | - Lançamento: 1989 - Gravadora: Columbia - Formatos: LP, CD | —        |
| Who the Hell Is John Eddie? | - Lançamento: 2003 - Gravadora: Lost Highway - Formatos: CD | —        |

### Álbuns ao vivo
| Título                  | Detalhes do álbum                                                        |
| ----------------------- | ------------------------------------------------------------------------ |
| Guy Walks into a Bar... | - Lançamento: 2001 - Gravadora: Lost American Thrill Show - Formatos: CD |

### Singles
| "Jungle Boy"                                                                                | 1986 | 84 | 52 | John Eddie          |
| "Stranded"                                                                                  | 1986 | —  | —  | John Eddie          |
| "Pretty Little Rebel"                                                                       | 1987 | —  | —  | John Eddie          |
| "Swear"                                                                                     | 1989 | —  | —  | The Hard Cold Truth |
| "Tough Luck"                                                                                | 1989 | —  | —  | The Hard Cold Truth |
| "—" denota uma gravação que não entrou na parada ou que não foi lançada naquele território. |      |    |    |                     |